# Gracijan
Gracijan (lat. Flavius Gratianus) (Sirmium, danas Srijemska Mitrovica, 18. travnja 359. – Lugdunum, danas Lyon, 25. kolovoza 383.), rimski car na Zapadu Rimskog Carstva od 375. do 383. godine. Postao je carem nakon smrti svoga oca Valentinijana kojemu je bio suvladar na Zapadu još od 367. godine. Istok je prepustio ujaku Valensu, a nakon njegove smrti,  Teodoziju I. Velikom s kojim je bio osnivač državne crkve. Ukinuo je državnu potporu poganskim kultovima.

## Vanjske poveznice
- Gracijan, Flavije Hrvatska enciklopedija
- Gracijan, Flavije Proleksis enciklopedija

| Prethodnik:                   | Zapadnorimski carevi | Nasljednik:                    |
| Valentinijan I. (364. – 375.) | Zapadnorimski carevi | Valentinijan II. (375. – 392.) |

| Prethodnik:          | Istočnorimski carevi | Nasljednik:                       |
| Valens (364. – 378.) | Istočnorimski carevi | Teodozije I. Veliki (379. – 395.) |

### Ostali projekti
|  | Zajednički poslužitelj ima još gradiva o temi Gracijan |